# Словенска фонетика
В словенски има 29 фонеми, които се разделят на гласни, сонантни и шумови съгласни.

## Гласни (Samoglasniki)
Гласните в словенски могат да бъдат дълги и кратки (dolgi in kratki) и тесни и широки (ozki in široki)

### Ударение (Naglaševanje)
΄ – дълго възходящо – ostrivec (дълги гласни – dolgi samoglasniki)

` – кратко низходящо – krativec (кратки гласни – kratki samoglasnik)

ˆ – дълго низходящо – strešica (широки и дълги гласни – široki in dolgi samoglasnik)
В словенски няма дълги неударени гласни – дължината на гласните винаги се свързва с ударение.
Краткото ударение се среща в едносрични думи или на последната сричка в многосрични, много рядко се появява в началото на многосрични думи.

### Буквиoиe
e
1) Тясно e, което винаги е дълго (среща се само в дълги срички):
- ẹ → léd (лед), pét (пет), méd (мед: метал – в женски род; пчелен мед – в мъжки род), lép (хубав, красив)

В кратки срички – само пред j:
- ẹ → jèj (яж), povèj (кажи), glèj (виж)

Няма тясно неударено e.
2) Широко ê
- В дълги срички: mêtla (метла), sêstra (сестра), pêta (пета);
- В кратки срички: mèč (меч);
- В неударени срички: pepélnik (пепелник)

ə – ъ (polglasnik):
- pétek /petək/ (петък), kovček /koụčək/ (куфар), prijéten /prijetən/ (приятен), oster /ostər/ (остър)

Във всички зависими падежи тази гласна изчезва – непостоянна гласна.
Среща се:
- В представки: sestaviti (да съставя), sežgati (да изгоря), sezidati (да изградя);
- В корена надумите: dèž (дъжд), mègla (мъгла).

Гласната ə никога не може да бъде дълга: stèza (пътека), dèska (дъска), semènj (изложение, панаир), bezèg /bəzək/ (бъз (растение)).
Пред сричкотворно r също се изговаря ǝ: smrt /smǝrt/ (смърт), vrt /vǝrt/ (градина) и т.н.
В словенски език широко е разпространена редукцията на неударените гласни (подобно на български, но не идентично).
С буква e се означават следните фонеми:
1. ẹ́, ẹ̀
2. ê, è, e
3. ə̀, ə

o
1) Означава тясно o, най-често в дълги срички:
- ọ́ pót (път), móst (мост), nóša (носия; носене), kóž (кожа в родителен падеж множествено число)
- ọ̀	може да се срещне пред ŭ – ọ̀ŭ:
  - kọ̀l (кол), sọ̀l (сол), sọ̀lza (сълза), vọ̀lk (вълк)

2) Означава широко o:
- ô	rôka, nôga, vôda
- ò	otròk, prenòs

Неударената гласна o е подложена на редукция.

### Система на дългите гласни (sistem dolgih vokalov)
| í |   |   |   |   |   | ú |
|   | ẹ́ |   |   |   | ọ́ |   |
|   |   | ê |   | ô |   |   |
|   |   |   | á |   |   |   |

### Система на кратките гласни (sistem kratkih vokalov)
| ì |   |   |   |   |      | ù |
|   |   |   | ə̀ |   |      |   |
|   | ẹ̀ |   |   |   | ọ̀(ŭ) |   |
|   |   | è |   | ò |      |   |
|   |   |   | à |   |      |   |

### Система на неударените гласни (sistem nenaglašenih vokalov)
| i |  |   |   |   |  | u |
|   |  |   | ə |   |  |   |
|   |  | e |   | o |  |   |
|   |  |   | a |   |  |   |

Само широки гласни:
| píli (пили) |             |                      |                   |                            |                    | púli (скубе) |
|             | pẹ́li (пели) |                      |                   |                            | pọ́lji (две полета) |              |
|             |             | pêlji (карай (кола)) |                   | pôli (два листа формат A3) |                    |              |
|             |             |                      | páli (пали, гори) |                            |                    |              |

## Система на съгласните (Soglasniški sistem)
1. Сонантни съгласни (Zvočniki)
- r, l, m, n, v, j, l’, n’, w

Буква v
- Изговаря се като [v] само пред гласни и сричкотворно r:
  - Véra, véverica (катеричка), vás (село), vôda (вода), vêdro (ведро), vŕt (градина), vrvíca (въженце, канап), vŕh (връх)

- Изговаря се като [w] след гласна на края на думите или сричките, пред съгласна:
  - siv [siw] (сив), sivkast [siwkast] (сивкав)

- Изговаря се като [u] в началото на думите, пред съгласна, съответно между две съгласни:
  - vsak [usak] (всеки), predvsem [predusem] (преди всичко)

и на края на думата, след съгласна:
- - vŕv [vəru] (въже, връв)

Предлогът v се изговаря като [w] или [v]:
- - v očéh [w očéh] или [v očéh] (в очите)

Буква l
- Обикновено се изговаря като средноевропейски [l], което е по-меко от българското (с върха на езика върху венеца над предните зъби).
- Изговаря се като [w] на края на думата:
  - При минали причастия на – l в мъжки род:

péti – pél [péw] (пея – пял)
imeti: imél (имам – имал)
- - При прилагателни в мъжки род на – l:

vesél (весел), bél (бял), kìsel (кисел)
- - При съществителни на – l:

kol (кол), sol (сол), misel [misəw] (мисъл), živàl [živaw] (животно)
- Изговаря се като [w] в средата на думата, на мястото на старо сричкотворно l:
  - solza (сълза), volk (вълк), bolha (бълха), volna (вълна), molst (доя), poln (пълен)

- Изключения от правилата за изговор на l като [w]: изговаря се като [l]:
  - При съществителни от женски исреден род на –la и –lo в родителен падеж множествено число:

skala (скала) – skal [skal], milo (сапун) – mil (за разлика от [miw] – милостив, милосърден), darilo (подарък) – daril, zdravilo (лекарство) – zdravil, čebela (пчела) – čebel
- - При производни думи:

milnica (сапунена вода)
- - В нови и други думи:

poljedelstvo (земеделие, селско стопанство); letalstvo (въздухоплаване, авиация), glagol (глагол), samostalnik (съществително име), glavobol (главоболие), bol (болка), prestol (престол), sokol (сокол), bolnica ([bólnica] болница, но с изговор [bowníca] означава „болна жена“)
- - В чужди думи:

general (генерал), alkohol (алкохол), kanal (канал), palma (палма), vokal (вокал, гласен звук)
- - В чужди лични, географски и др. имена:

Bolgar (българин), Dalmacija (Далмация), Volga (Волга)
Буквосъчетания lj, nj
- Пред гласна се изговарят като два отделни звука: [l+j], [n+j]
  - Ljubljana (Любляна), volja (воля), želja (желание), njena (нейна), konja (кон в родителен падеж единствено число)
- В края на дума или сричка се изговаря като палатален (мек) звук: [l’], [n’]
  - molj (молец), dalj (по-дълго, по-далеч), daljši (по-дълъг, по-далечен), manj (по-малко, минус), manjšati (намалявам, смалявам)

2. Шумови съгласни (Nezvočniki)
- Звучни (Zveneči): b, d, g, z, dz, dž, (v),
- Беззвучни (Nezveneči): p, t, k, s, c, č, f, h

Примери: 
- На края на думите става обеззвучаване на звучните съгласни.
  - [pét] pét (пет) → péd (педя)
  - [pót] pót (път) → pòd (под)
  - [brat] bràt (брат) → brád (брада в родителен падеж мн.ч.)

- 'Промяна на някои предлози:

- - z (s)
    - z očétom (с татко), z materjo (с майка), z golóbom (с гълъб)
    - s stolom (със стол), s kovčkom (с куфар)

- - k (h)
    - k očetu (към татко), k materi (към майка)
    - Пред думи, започващи с k и g, се пише h:
      - h kovaču (към ковача), h konju (към коня), h gospodarju (към стопанина), h golóbu [γgolóbu] (към гълъба)